# هانكو
هانكو بلدة تقع إدارياً ضمن أوسيما في فنلندا. ويبلغ عدد سكانها 9,831 نسمة حسب تعداد 2005، يقطنون في مساحة قدرها 116.45 كم².

## توأمة
لهانكو اتفاقيات توأمة مع:
- Haapsalu (urban municipality) [الإنجليزية]‏

## أعلام
- تابيو فيركلا

## وصلات خارجية
- الموقع الرسمي